# Округ Луненбург (Вирџинија)
Луненбург (енгл. Lunenburg County) је округ у америчкој савезној држави Вирџинија.

## Демографија
По попису из 2010. године број становника је 12.914, што је 232 (-1,8%) становника мање него 2000. године.
| Група             | 2000.         | 2010.         |
| Белци             | 7.695 (58,5%) | 7.730 (59,9%) |
| Афроамериканци    | 5.072 (38,6%) | 4.487 (34,7%) |
| Азијати           | 27 (0,2%)     | 25 (0,2%)     |
| Хиспаноамериканци | 235 (1,8%)    | 470 (3,6%)    |
| Укупно            | 13.146        | 12.914        |